# Gastón Álvarez
Pedro Gastón Álvarez Sosa (ur. 24 marca 2000 w Melo) – urugwajski piłkarz występujący na pozycji środkowego obrońcy, od 2024 roku zawodnik saudyjskiego Al-Qadsiah.